# Andrej Šporn
Andrej Šporn (ur. 1 grudnia 1981 w Kranju) – słoweński narciarz alpejski.

## Kariera
Po raz pierwszy na arenie międzynarodowej pojawił się 12 grudnia 1996 roku w Pichl bei Wels, gdzie w zawodach FIS Race zajął 59. miejsce w slalomie. W 1999 roku wystąpił na mistrzostwach świata juniorów w Pra Loup, gdzie jego najlepszym wynikiem było dziesiąte miejsce w zjeździe. Jeszcze dwukrotnie startował na imprezach tego cyklu, zajmując między innymi dziesiąte miejsce w slalomie podczas mistrzostw świata juniorów w Verbier.
W zawodach Pucharu Świata zadebiutował 10 grudnia 2001 roku w Madonna di Campiglio, gdzie nie ukończył pierwszego przejazdu w slalomie. Pierwsze pucharowe punkty wywalczył jednak 4 stycznia 2004 roku we Flachau, zajmując 20. miejsce w tej samej konkurencji. Na podium zawodów tego cyklu jedyny raz stanął 23 stycznia 2010 roku w Kitzbühel, kończąc zjazd na drugiej pozycji. W zawodach tych rozdzielił na podium Didiera Cuche'a ze Szwajcarii i Włocha Wernera Heela. Najlepsze wyniki osiągnął w sezonie 2009/2010, kiedy zajął 31. miejsce w klasyfikacji generalnej, a w klasyfikacji zjazdu był dziesiąty. Był też między innymi ósmy w klasyfikacji kombinacji w sezonie 2005/2006 oraz dziewiąty w sezonie 2003/2004.
Na igrzyskach olimpijskich w Turynie w 2006 roku startował w trzech konkurencjach, najlepszy wynik uzyskując w supergigancie, który ukończył na było 15. miejscu. Na rozgrywanych cztery lata późnej igrzyskach w Vancouver zajął osiemnaste miejsce w tej konkurencji i 25. miejsce w zjeździe. Był też między innymi szósty w zjeździe na mistrzostwach świata w Garmisch-Partenkirchen w 2011 roku oraz jedenasty w tej konkurencji podczas rozgrywanych dwa lata później mistrzostw świata w Schladming.

## Osiągnięcia

### Igrzyska olimpijskie
| Miejsce | Dzień     | Rok  | Miejscowość | Konkurencja     | Czas biegu | Strata | Zwycięzca           |
| ------- | --------- | ---- | ----------- | --------------- | ---------- | ------ | ------------------- |
| 31.     | 12 lutego | 2006 | Turyn       | Zjazd           | 1:48,80    | +3,37  | Antoine Dénériaz    |
| 30.     | 14 lutego | 2006 | Turyn       | Kombinacja      | 3:09,45    | +14,18 | Ted Ligety          |
| 15.     | 18 lutego | 2006 | Turyn       | Supergigant     | 1:30,65    | +1,19  | Kjetil André Aamodt |
| DNF     | 15 lutego | 2010 | Vancouver   | Zjazd           | 1:54,31    | -      | Didier Défago       |
| 18.     | 19 lutego | 2010 | Vancouver   | Supergigant     | 1:30,34    | +1,24  | Aksel Lund Svindal  |
| DNF2    | 21 lutego | 2010 | Vancouver   | Superkombinacja | 2:44,92    | —      | Bode Miller         |
| 25.     | 23 lutego | 2010 | Vancouver   | Gigant          | 2:37,83    | +3,22  | Carlo Janka         |

### Mistrzostwa świata
| Miejsce | Dzień     | Rok  | Miejscowość | Konkurencja     | Czas biegu | Strata | Zwycięzca           |
| ------- | --------- | ---- | ----------- | --------------- | ---------- | ------ | ------------------- |
| DNF     | 3 lutego  | 2005 | Bormio      | Kombinacja      | 3:19,10    | -      | Benjamin Raich      |
| DNF2    | 12 lutego | 2005 | Bormio      | Slalom          | 1:41,34    | -      | Benjamin Raich      |
| 44.     | 6 lutego  | 2007 | Åre         | Supergigant     | 1:14,30    | +2,80  | Patrick Staudacher  |
| DNF     | 8 lutego  | 2007 | Åre         | Superkombinacja | 2:28,99    | -      | Daniel Albrecht     |
| 19.     | 11 lutego | 2007 | Åre         | Zjazd           | 1:44,68    | +2,15  | Aksel Lund Svindal  |
| 20.     | 9 lutego  | 2011 | Ga-Pa       | Supergigant     | 1:38,31    | +3,89  | Christof Innerhofer |
| 6.      | 12 lutego | 2011 | Ga-Pa       | Zjazd           | 1:58,41    | +1,84  | Erik Guay           |
| 31.     | 6 lutego  | 2013 | Schladming  | Supergigant     | 1:23,96    | +3,08  | Ted Ligety          |
| 11.     | 9 lutego  | 2013 | Schladming  | Zjazd           | 2:01,32    | +1,76  | Aksel Lund Svindal  |

### Mistrzostwa świata juniorów
| Miejsce | Dzień     | Rok  | Miejscowość | Konkurencja | Czas biegu | Strata | Zwycięzca             |
| ------- | --------- | ---- | ----------- | ----------- | ---------- | ------ | --------------------- |
| DNS     | 26 lutego | 1998 | Megève      | Zjazd       | 1:20,39    | -      | Andreas Buder         |
| 10.     | 10 marca  | 1999 | Pra Loup    | Zjazd       | 1:08,50    | +0,75  | Klaus Kröll           |
| DNF     | 11 marca  | 1999 | Pra Loup    | Supergigant | 1:11,87    | -      | Manfred Gstatter      |
| DNF2    | 13 marca  | 1999 | Pra Loup    | Gigant      | 1:48,10    | -      | Christoph Alster      |
| DNF1    | 14 marca  | 1999 | Pra Loup    | Slalom      | 1:34,96    | -      | Massimiliano Blardone |
| DSQ     | 21 lutego | 2000 | Québec      | Zjazd       | 1:10,77    | -      | Thomas Graggaber      |
| 14.     | 22 lutego | 2000 | Québec      | Supergigant | 1:15,69    | +1,80  | Klaus Kröll           |
| 14.     | 25 lutego | 2000 | Québec      | Slalom      | 1:52,95    | +2,17  | Daniel Défago         |
| 37.     | 26 lutego | 2000 | Québec      | Gigant      | 1:52,09    | +5,63  | Georg Streitberger    |
| 10.     | 9 lutego  | 2001 | Verbier     | Slalom      | 1:25,72    | +1,56  | Stefan Kogler         |

### Puchar Świata

#### Miejsca w klasyfikacji generalnej
- sezon 2003/2004: 77.
- sezon 2004/2005: 89.
- sezon 2005/2006: 52.
- sezon 2006/2007: 101.
- sezon 2007/2008: 102.
- sezon 2008/2009: 102.
- sezon 2009/2010: 31.
- sezon 2010/2011: 38.
- sezon 2011/2012: 53.
- sezon 2012/2013: 61.
- sezon 2013/2014: 120.
- sezon 2015/2016: 107.

#### Miejsca na podium w zawodach chronologicznie
1. Kitzbühel – 23 stycznia 2010 (zjazd) – 2. miejsce